# Верховный Совет Татарской АССР
Верховный Совет Татарской АССР (тат. Татарстан АССР Югары Советы, в 1990—1992 гг. — Верховный Совет Татарской ССР) — высший орган государственной власти Татарской Автономной Советской Социалистической Республики в 1938—1990 гг.
Впервые избран в 1938 году. Заменил Центральный Исполнительный Комитет Советов рабочих, крестьянских и красноармейских депутатов Татарской АССР. Верховный Совет ТАССР был однопалатным, первоначально состоял из 143 депутатов, которые избирались на основании всеобщего, равного и прямого избирательного права при тайном голосовании сроком на 4 года, с 1978 года — на 5 лет.

## Деятельность
В соответствии с Конституциями ТАССР (1937, 1978) к ведению Верховного Совета ТАССР относились: принятие Конституции республики, других законов и внесение в них изменений; принятие решений по вопросам национально-государственного и административно-территориального устройства; установление порядка организации и деятельности республиканских, местных органов государственной власти и управления, общественных организаций; изменение границ; утверждение государственных планов развития народного хозяйства республики, важнейших республиканских программ социально-экономического развития, государственного бюджета и контроль за их исполнением; учреждение государственных наград и установление почётных званий республики.
Верховный Совет образовывал правительство — Совет Министров Татарской АССР (до 1946 года — СНК ТАССР), назначал Прокурора республики, избирал Верховный суд, народных судей районных и городских народных судов, Высший арбитражный суд; назначал выборы народных депутатов республики; избирал Председателя и двух (в 1951—1980 гг. — четырёх) заместителей Председателя, Президиум, постоянные и временные комиссии, Комитет парламентского контроля. Сессии ВС ТАССР проводились не реже двух раз в год, каждая из которых длилась несколько дней. После внесения изменений и дополнений в Конституцию ТАССР 4 ноября 1989 года Верховному Совету был придан статус постоянно действующего законодательного и контрольного органа государственной власти. Основные акты Верховного Совета ТАССР — законы, постановления, декларации.
Председатель Верховного Совета ТАССР руководил заседаниями и подписывал принимавшиеся на сессиях законы и другие документы, в 1990—1991 гг. являлся высшим должностным лицом Татарской ССР.
Президиум Верховного Совета Татарской АССР был его постоянно действующим органом, осуществляющим в пределах, предусмотренных Конституцией, функции высшего органа государственной власти в период между сессиями. Издавал указы и принимал постановления. Состоял из Председателя Президиума, двух его заместителей, Секретаря и 11 членов.

## История
| Номер созыва | Период работы | Число депутатов |
| ------------ | ------------- | --------------- |
| I созыв      | 1938—1947     | 143             |
| II созыв     | 1947—1951     | 149             |
| III созыв    | 1951—1955     | 184             |
| IV созыв     | 1955—1959     | 187             |
| V созыв      | 1959—1963     | 194             |
| VI созыв     | 1963—1967     | 200             |
| VII созыв    | 1967—1971     | 207             |
| VIII созыв   | 1971—1975     | 207             |
| IX созыв     | 1975—1980     | 220             |
| X созыв      | 1980—1985     | 250             |
| XI созыв     | 1985—1990     | 250             |

### Первый созыв (1938—1947)
Верховный Совет Татарской АССР первого созыва был избран 25 июня 1938 года (срок полномочий был продлён до 1947 года ввиду обстоятельств военного времени).
На 1-й сессии (26-29 июля 1938 года) были избраны: Председатель и 2 заместителя Председателя Верховного Совета; Президиум ВС ТАССР; постоянные комиссии ВС ТАССР — мандатная, бюджетная, законодательных предположений; образовано правительство — Совет Народных Комиссаров Татарской АССР в составе 19 членов.
На 2-й сессии (13-17 августа 1939 года) утверждены: государственный бюджет ТАССР на 1939 год и отчёт об исполнении госбюджета ТАССР за 1938 год; Положение о выборах районных, городских, сельских и поселковых Советов депутатов трудящихся; указы Президиума ВС ТАССР; избран Верховный суд ТАССР.
Впоследствии на сессиях Верховного Совета всех созывов регулярно утверждались: госбюджет на предстоящий и отчёты правительства об исполнении госбюджета за истёкший годы; указы Президиума Верховного Совета, начиная с 1957 года, рассматривались ежегодные и пятилетние государственные планы развития народного хозяйства Татарии.
Кроме того на сессиях 1-го созыва были рассмотрены вопросы: о развитии производства товаров широкого потребления и продовольствия из местного сырья и отходов; помощи семьям военнослужащих (6-я сессия, 10-11 июля 1943 года); об итогах 1943/1944 учебного года и подготовке к новому учебному году в общеобразовательных школах; о создании кормовой базы для скота и мерах по сохранению и развитию поголовья лошадей в колхозах и совхозах республики (7-я сессия, 20-23 июля 1944 года); об исполнении Закона о всеобщем обязательном обучении детей школьного возраста и подготовке школ к новому 1946/1947 учебному году (10-я сессия, 17-19 июля 1946 года);

### Второй созыв (1947—1951)
На сессиях Верховного Совета ТАССР 2-го созыва (избран 9 февраля 1947 года) были рассмотрены вопросы о пятилетнем плане восстановления и развития народного хозяйства Татарской АССР на 1946—1950 гг.; о выполнении Закона о всеобщем обязательном обучении детей школьного возраста в ТАССР.

### Третий созыв (1951—1955)
На сессиях ВС ТАССР 3-го созыва (избран 18 февраля 1951 года) были решены вопросы: о состоянии и мерах улучшения работы культурно-просветительских учреждений в республике; о состоянии и мерах улучшения народного образования в Татарской АССР (4-я сессия, 9-10 декабря 1952 года); о состоянии и мерах улучшения медицинского обслуживания сельского населения ТАССР; о государственном флаге Татарской АССР (22-23 июня 1954 года); о состоянии и мерах улучшения работы сельсоветов ТАССР.

### Четвёртый созыв (1955—1959)
На сессиях ВС ТАССР 4-го созыва (избран 27 февраля 1955 года) были рассмотрены вопросы о состоянии и мерах улучшения дорожного хозяйства в республике, о состоянии и мерах улучшения работы местной и кооперативной промышленности республики, о ходе выполнения Закона Верховного Совета Татарской АССР «О дальнейшем развитии колхозного строя и реорганизации МТС».

### Пятый созыв (1959—1963)
Верховный Совет Татарской АССР 5-го созыва (избран 1 марта 1959 года) решил вопросы: об укреплении связи школы с жизнью и о дальнейшем развитии народного образования в ТАССР; о порядке отзыва депутата Верховного Совета ТАССР; о порядке отзыва депутата районного, городского, сельского, поселкового Советов депутатов трудящихся; о состоянии и мерах улучшения работы культурно-просветительских учреждений республики; о мерах улучшения бытового обслуживания населения в республике; об охране природы Татарской АССР; бюджетных правах ТАССР и местных Советов депутатов трудящихся республики; о ходе выполнения Закона об укреплении связи школы с жизнью и о дальнейшем развитии системы народного образования в Татарской АССР.

### Шестой созыв (1963—1967)
Верховный Совет ТАССР 6-го созыва (избран 3 марта 1963 года) рассмотрел вопросы: о состоянии и мерах улучшения дорожного хозяйства республики; о задачах местных Советов депутатов трудящихся в связи с принятием Закона о пенсиях и пособиях членам колхозов и мерах улучшения работы органов социального обеспечения; о задачах местных Советов в связи с подготовкой к 50-летию Великой Октябрьской социалистической революции; о мерах улучшения воспитательной работы среди несовершеннолетних в республике; об органах народного контроля в ТАССР.

### Седьмой созыв (1967—1971)
На сессиях Верховного Совета Татарской АССР 7-го созыва (избран 12 марта 1967 года) были рассмотрены вопросы о состоянии и мерах улучшения бытового обслуживания в Татарии, мерах по дальнейшему развитию культурного строительства, состоянии и мерах дальнейшего развития пищевой промышленности республики, задачах местных Советов по рациональному использованию земель, повышению плодородия почв и соблюдению земельного законодательства.

### Восьмой созыв (1971—1975)
На сессиях Верховного Совета ТАССР 8-го созыва (избран 13 июня 1971 года) были рассмотрены вопросы: о задачах Советов ТАССР по выполнению решений XXIV съезда КПСС; о ходе выполнения плана развития народного хозяйства республики по производству товаров массового спроса; о состоянии и мерах по дальнейшему улучшению эксплуатации, сохранности жилого фонда республики; о состоянии и мерах по улучшению строительства и эксплуатации автомобильных дорог в республике.

### Девятый созыв (1975—1980)
Верховный Совет Татарской АССР 9-го созыва (избран 15 июня 1975 года) рассмотрел на своих сессиях вопросы: о мерах по завершению перехода к всеобщему среднему образованию в ТАССР; мерах по предупреждению последствий от неблагоприятных погодных условий в республике; о задачах Советов депутатов трудящихся ТАССР по выполнению решений XXV съезда КПСС; о задачах Советов депутатов трудящихся ТАССР по дальнейшему улучшению общественно-трудового и нравственного воспитания населения республики в свете решений XXV съезда КПСС; о проекте Конституции СССР и задачах Советов депутатов трудящихся ТАССР, вытекающих из решений майского (1977 год) Пленума ЦК КПСС; об итогах октябрьского (1977 год) Пленума ЦК КПСС, внеочередной 7-й сессии Верховного Совета СССР и о задачах Советов народных депутатов республики, вытекающих из доклада «О проекте Конституции (Основного Закона) СССР и итогах его всенародного обсуждения»; принятие Конституции (Основного Закона) Татарской АССР (9-я сессия, 30-31 мая 1978 года); о выборах в Верховный Совет Татарской АССР; о государственном гербе ТАССР; об утверждении графического изображения государственного флага Татарской АССР (11-я сессия, 22 декабря 1978 года); о задачах Советов народных депутатов по дальнейшему улучшению строительства и благоустройства городов и населённых пунктов республики; проведении очередных выборов в Верховный Совет ТАССР и районные, городские, поселковые, сельские Советы народных депутатов ТАССР; о Совете Министров Татарстана; выборах в местные Советы народных депутатов (23 августа 1979 года);

### Десятый созыв (1980—1985)
На сессиях ВС ТАССР 10-го созыва (избран 24 февраля 1980 года) были рассмотрены вопросы: о Регламенте Верховного Совета ТАССР; мерах по увеличению производства товаров народного потребления и улучшению их качества; о задачах Советов народных депутатов ТАССР, вытекающих из решений XXVI съезда КПСС; о дальнейшем улучшении дорожного строительства в республике в свете решений XXVI съезда КПСС (5-я сессия, 10 июня 1982 года); о мерах по реализации в республике постановлений ЦК КПСС и Совета Министров СССР от 24 марта 1983 года «О дальнейшем развитии и улучшении бытового обслуживания населения»; о задачах Советов народных депутатов, вытекающих из решений апрельского (1984 год) Пленума ЦК КПСС, 1-й сессии Верховного Совета СССР 11-го созыва.

### Одиннадцатый созыв (1985—1990)
Верховный Совет Татарской АССР 11-го созыва (избран 24 февраля 1985 года) рассмотрел вопросы: о задачах Советов народных депутатов, министерств и ведомств по дальнейшему развитию объектов коммунального хозяйства и обеспечению их устойчивой работы в городах и населённых пунктах ТАССР в свете решений XXVI съезда партии и последующих Пленумов ЦК КПСС; о задачах Советов народных депутатов ТАССР, вытекающих из решений XXVII съезда КПСС; о работе Советов народных депутатов ТАССР по совершенствованию стиля и методов своей деятельности, дальнейшему повышению роли и усилению ответственности за ускорение социально-экономического развития республики в свете решений XXVII съезда КПСС (22 мая 1987); о совершенствовании структуры управления народным хозяйством ТАССР (8 апреля 1988 года); об изменениях и дополнениях Конституции Татарской АССР; о выборах народных депутатов ТАССР и о выборах народных депутатов местных Советов; о Татарской атомной электростанции; об основных положениях концепции перехода Татарской АССР на самоуправление и самофинансирование (1989).

### Двенадцатый созыв (1990—1995)
В марте-апреле 1990 года на альтернативной основе был избран Верховный Совет Татарской АССР.
На его 1-й сессии 11-17 апреля 1990 года были избраны: Председатель и два заместителя Председателя ВС ТАССР; образованы постоянные комиссии Верховного Совета ТАССР — мандатная, плановая и бюджетно-финансовая; по вопросам законодательства, законности, правопорядка и привилегиям; работы Советов народных депутатов, развития управления, самоуправления и гласности; национальным вопросам и культуре; промышленности, товарам народного потребления, транспорту, связи, торговле и услугам населению; аграрным вопросам; строительству, производству строительных материалов, архитектуре, жилищно-коммунальному хозяйству и благоустройству; народному образованию, науке и воспитанию; охране здоровья населения, милосердию, делам ветеранов, женщин, укреплению семьи, материнства и детства; экологии и рационального использования природных ресурсов; делам молодёжи, физической культуре и спорту. Также были избраны Президиум ВС ТАССР; Комитет народного контроля ТАССР; Верховный суд ТАССР; Государственный арбитраж ТАССР; народные судьи районных, городских народных судов ТАССР; образовано правительство — Совет Министров Татарской АССР в составе 28 человек.
На 2-й сессии 27-31 августа 1990 года были приняты Декларация о государственном суверенитете Татарской ССР и изменения в Конституцию ТССР. Верховный Совет упразднил органы народного контроля ТССР.
На своей 5-й сессии 4-6 июля 1991 года Верховный Совет принял присягу Президента Татарской ССР; и образовал новое демократическое правительство — Кабинет министров в составе 27 человек.
На 7-й сессии (октябрь-ноябрь 1991 года) Верховный Совет принял закон о собственности в Татарской ССР и постановление об акте о государственной независимости Татарстана; ратифицировал Договор между Башкирской и Татарской ССР.
7 февраля 1992 года Верховный Совет утвердил новое наименование татарского государства — Республика Татарстан, тем самым подчеркнув ликвидацию социалистического строя на территории Татарии.
6 ноября 1992 года Верховным Советом Татарстана была принята Конституция РТ.

## Председатели Президиума Верховного Совета Татарской АССР
1. Г. А. Динмухаметов (1938—1951)
2. С. Н. Низамов (1952—1959)
3. К. Ф. Фасеев (1959—1960)
4. С. Г. Батыев (1960—1983)
5. А. Б. Багаутдинов (1983—1986)
6. Ш. А. Мустаев (1986—1990)

## Председатели Верховного Совета Татарской АССР
1. С. А. Мухаметов (1938—1942)
2. Г. Г. Измайлова (1943—1947)
3. А. У. Долотказин (1947—1951)
4. Г. Г. Измайлова (1951—1955)
5. М. В. Замова (1955—1959)
6. А. В. Бадыгов (1959—1963)
7. М. И. Абдрахманов (1963—1971)
8. Р. Ш. Нигматуллин (1971—1980)
9. М. З. Закиев (1980—1990)
10. М. Ш. Шаймиев (11.04.1990—30.08.1990)[1]

## Председатели Верховного Совета Татарской ССР
1. М. Ш. Шаймиев (30.08.1990—1991)[1]
2. Ф. Х. Мухаметшин (1991—1992)

## Память
- по просьбам трудящихся Татарской АССР в годы войны почётное имя Верховного Совета Татарской ССР Приказом НКО № 179 от 19 апреля 1943 года было присвоено 202-й бомбардировочной авиационной дивизии. Дивизия прошла боевой путь, участвуя в Ржевской и Курской битвах, Битве за Днепр, штурмовала Берлин и освобождала Прагу. По окончании войны дивизия имела полное наименование 202-я бомбардировочная авиационная Средне-Донская Краснознамённая ордена Суворова дивизия имени Верховного совета Татарской АССР.